# یورگن آندرسن
یورگن آندرسن (نروژی: Jørgen Andersen; ۲۰ فوریهٔ ۱۸۸۶ – ۳۰ مهٔ ۱۹۷۳) ژیمناست هنری اهل نروژ بود.